# St. Peter und Paul (Rössing)

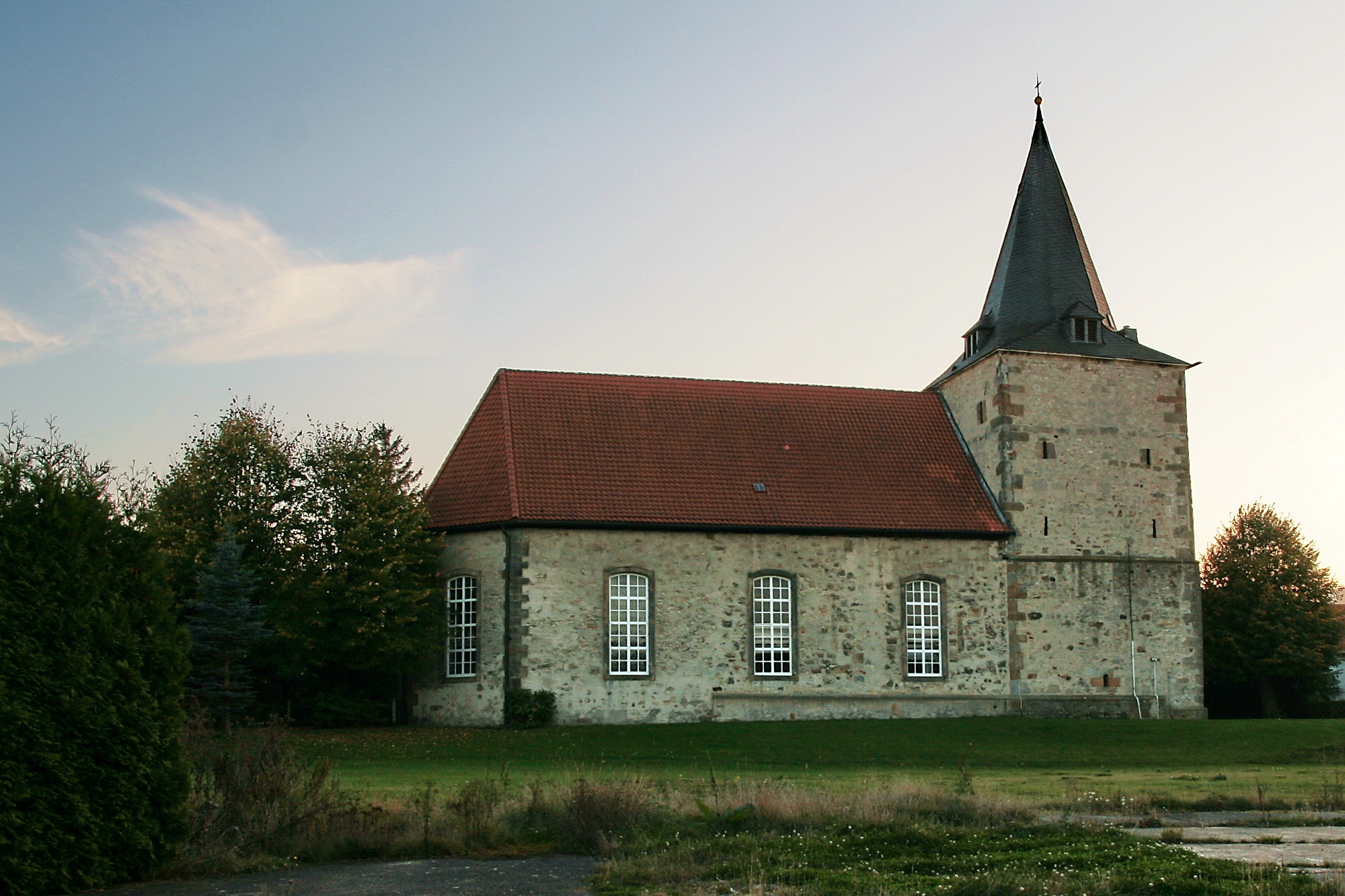
St. Peter und Paul

Die evangelisch-lutherische, denkmalgeschützte Kirche St. Peter und Paul steht in Rössing, einem Ortsteil der Gemeinde Nordstemmen im  Landkreis Hildesheim von Niedersachsen. Die Kirchengemeinde gehört zum Kirchenkreis Hildesheim-Sarstedt im Sprengel Hildesheim-Göttingen der Evangelisch-lutherischen Landeskirche Hannovers.

## Beschreibung
Der quadratische Kirchturm im Westen und der Westteil des Langhauses der Saalkirche wurden aus Bruchsteinen im 15. Jahrhundert gebaut. 1755 wurde das Langhaus verlängert und der dreiseitig geschlossene Chor mit Ecksteinen angefügt. Die Kirche wurde barock umgestaltet. Die Gewände der segmentbogigen Fenster sind aus Sandstein. Auf dem Turm sitzt ein spitzer schiefergedeckter Helm. 
Der Innenraum des Langhauses ist mit einem hölzernen segmentbogigen Tonnengewölbe überspannt. Zur Halle des Turms führt vom Langhaus ein rundbogiger Durchgang. Die hölzerne Altar-Kanzel-Wand mit seitlichen Durchgängen und das hölzerne Taufbecken sind um 1777 entstanden, die Priechen, die 1970 entfernt wurden, und die Emporen um 1755. In der Kirche befindet sich ein Grabstein für Eva Catharina von Rössing, das Adelsgeschlecht hatte in Rössing eine Besitzung. Bereits im 18. Jahrhundert besaß die Kirche eine Orgel, die jetzige Orgel aus dem Jahre 1875 stammt vom Orgelbauunternehmen Philipp Furtwängler & Söhne.